# Carmen Ranigler
Carmen Ranigler (Bolzano, 17 agosto 1976) è un'ex snowboarder italiana.

## Biografia
Nato a Bolzano nel 1976, debutta in Coppa del Mondo a 18 anni, l'8 dicembre 1995 al Sestriere, nello slalom parallelo, una delle sue specialità insieme a slalom gigante, slalom gigante parallelo e snowboard cross.
Il 6 gennaio 1999 ottiene il suo primo podio in Coppa del Mondo, arrivando 2ª nello slalom gigante parallelo a Morzine, in Francia.
Nello stesso anno partecipa ai Mondiali di Berchtesgaden, in Germania, dove arriva 5ª nello slalom gigante, 6ª nello slalom parallelo, 8ª nello snowboard cross e 12ª nello slalom gigante parallelo.
Il 20 gennaio 2000 ottiene la prima vittoria in Coppa del Mondo, primeggiando nello snowboard cross a Gstaad, in Svizzera.
Nel 2001 prende parte di nuovo ai Mondiali, stavolta a Madonna di Campiglio, vincendo la medaglia di bronzo nello slalom parallelo, concluso dietro alle francesi Karine Ruby e Isabelle Blanc. Nella stessa competizione arriva 5ª nello slalom gigante, 9ª nello snowboard cross e 11ª nello slalom gigante parallelo.
Nello stesso anno vince la Coppa del Mondo di slalom parallelo.
Nel 2005, ai Mondiali di Whistler, in Canada, arriva 5ª nello snowboard cross, 12ª nello slalom parallelo e 16ª nello slalom gigante parallelo.
A 29 anni partecipa ai Giochi olimpici di Torino 2006, nelle gare di slalom gigante parallelo, dove esce nel turno di qualificazione, con un 26º posto in 1'25"23 (passavano al turno ad eliminazione le prime 16) e snowboard cross, anche in questo caso non qualificandosi per la fase finale, a causa del 18º posto con il tempo di 1'32"91.
L'anno successivo è di scena al suo 4° Mondiale, ad Arosa, in Svizzera, dove termina 6ª nello slalom gigante parallelo e 28ª nello slalom parallelo.
Nel 2009, alla competizione iridata di Gangwon, in Corea del Sud, è invece 19ª nello slalom parallelo e 22ª nello slalom gigante parallelo.
Partecipa alla sua seconda Olimpiade a Vancouver 2010, gareggiando nello slalom gigante parallelo, dove esce nel turno di qualificazione con il 25º posto e il tempo di 1'26"93.
Nello stesso anno termina la carriera, all'età di 33 anni. Chiude con una medaglia mondiale, 1 Coppa del Mondo di slalom parallelo e 17 podi in Coppa del Mondo, con 6 vittorie, 7 secondi posti e 4 terzi. Il miglior piazzamento in classifica generale di Coppa del Mondo è il 2° nel 2001.

## Palmarès

### Campionati mondiali
- 1 medaglia:
  - 1 bronzo (Slalom parallelo a Madonna di Campiglio 2001)

### Coppa del Mondo
- Miglior piazzamento nella Coppa del Mondo di snowboard: 2ª nel 2001.
- Vincitrice della Coppa del Mondo di slalom parallelo nel 2001.
- 17 podi:
  - 6 vittorie
  - 7 secondi posti
  - 4 terzi posti

#### Coppa del Mondo - vittorie
| Data             | Località          | Nazione   | Spec. |
| ---------------- | ----------------- | --------- | ----- |
| 20 gennaio 2000  | Gstaad            | Svizzera  | SC    |
| 19 novembre 2000 | Tignes            | Francia   | SG    |
| 3 febbraio 2001  | Monaco di Baviera | Germania  | SP    |
| 11 febbraio 2001 | Berchtesgaden     | Germania  | SGP   |
| 14 marzo 2001    | Ruka              | Finlandia | SGP   |
| 15 marzo 2001    | Ruka              | Finlandia | SP    |

Legenda:

SC = Snowboard cross

SG = Slalom gigante

SGP = Slalom gigante parallelo

SP = Slalom parallelo